# Roggel en Neer
Roggel en Neer war eine niederländische Gemeinde in der Provinz Limburg. Am 1. Januar 2007 ist die vormals selbständige Gemeinde mit drei anderen zur Gemeinde Leudal fusioniert.

## Ortsteile
- Heibloem
- Neer
- Roggel

## Politik

### Sitzverteilung im Gemeinderat
Bis zur Auflösung der Gemeinde ergab sich seit der Gemeindegründung folgende Sitzverteilung:
| Partei           | Sitze | Sitze | Sitze | Sitze |
| Partei           | 1990  | 1994  | 1998  | 2002  |
| ---------------- | ----- | ----- | ----- | ----- |
| Akkoord ’90      | 4     | 2     | 3     | 5     |
| CDA              | 5     | 3     | 3     | 3     |
| Gemeentebelangen | 3     | 3     | 2     | 3     |
| VVD              | —     | —     | —     | 2     |
| Aktief ’94 a     | —     | 5     | 5     | —     |
| Lijst Frenken    | 1     | —     | —     | —     |
| Gesamt           | 13    | 13    | 13    | 13    |

## Persönlichkeiten
- Gabriel Sillekens (1911–1981), römisch-katholischer Ordensgeistlicher, Bischof von Ketapang